# Schattenkabinett
Als Schattenkabinett bezeichnet man in der Politik eine von kandidierenden Parteien zusammengestellte Regierungsmannschaft, zu der auch die sogenannten Schattenminister gehören. Sie sollen im Falle eines erfolgreichen Wahlausgangs das Regierungskabinett bilden.
Das Aufstellen eines Schattenkabinetts ist ein häufig praktiziertes Wahlkampfmittel. Dadurch sollen die geplanten Akzente der zukünftigen Politik in die Öffentlichkeit transportiert und der Wahlkampf um personelle Elemente erweitert werden.

## Herkunft des Begriffs
In Großbritannien, woher das Konzept des shadow cabinet stammt, ist das Schattenkabinett seit Ende des 19. Jahrhunderts eine feste Größe. Dort bildet die Opposition nach jeder Unterhauswahl spiegelbildlich zur britischen Regierung eine Mannschaft von Schattenministern, die sich zu den jeweiligen Plänen und Entscheidungen der amtierenden Minister äußern und sich zugleich auf die Übernahme des Amts nach einem Regierungswechsel vorbereiten.
Der jeweilige Parteivorsitzende ist „Schatten-Premierminister“. Da dort die Frist von der Ankündigung bis zur Durchführung der Parlamentswahlen traditionell nur einen Monat beträgt, bliebe der Opposition sonst zu wenig Zeit, ein glaubwürdiges Regierungsteam zusammenzustellen.
Auch in anderen Ländern ist es üblich, dass eine Oppositionsfraktion ihren Mitgliedern Themen zuweist. Diese Sprecher werden oft ebenfalls entsprechend der Ministerien eingesetzt. Kommt die Fraktion an die Regierung, dann werden die Sprecher als Minister berücksichtigt oder auch nicht.

## Situation in Deutschland
In Deutschland wurden Schattenkabinette seit den 1960er-Jahren gebildet. In der deutschen Politologie wurde häufiger der Begriff „Regierungsmannschaft“ verwendet, während in der Presse der bildhafte Begriff „Schattenkabinett“ nicht selten verwendet wird. Anders als in den meisten Fällen in Großbritannien ist eine deutsche Regierung fast immer eine Koalitionsregierung. Eine deutsche Partei kann nicht so einfach eine Gruppe als Schattenkabinett einsetzen, weil sie davon ausgeht, dass erst nach der Wahl in den Koalitionsverhandlungen entschieden wird, welche Ministerien sie besetzen wird.
Bei der Bildung eines Schattenkabinetts oder Kompetenzteams wird meist Wert darauf gelegt, dass wichtige Themenfelder besetzt werden, große gesellschaftlich relevante Gruppen einbezogen werden, Frauen angemessen vertreten sind sowie Personen aus verschiedenen Regionen bzw. Bundesländern berücksichtigt werden.
In den letzten Jahren haben verschiedene deutsche Spitzenpolitiker mehrfach vor Wahlen statt einer kompletten Regierungsmannschaft ein kleineres sogenanntes Kompetenzteam (Unionsparteien und SPD) oder Spitzenteam (Die Grünen) vorgestellt, so Edmund Stoiber vor der Bundestagswahl 2002, Jürgen Rüttgers vor der Landtagswahl in Nordrhein-Westfalen 2005, die Spitzenkandidaten von Grünen und Union zur Bundestagswahl 2005, Joschka Fischer und Angela Merkel, sowie in den Bundestagswahlkämpfen 2009 und 2013 die Spitzenkandidaten der SPD, Frank-Walter Steinmeier bzw. Peer Steinbrück. Die Mitglieder dieser Kompetenzteams sollen nicht in jedem Fall auch tatsächlich Minister werden, sondern den Spitzenkandidaten um zusätzliche Expertise ergänzen. Bei der Bundestagswahl 2017 verzichtete der SPD-Kandidat Martin Schulz, der zuvor aus der Europa- in die Bundespolitik gewechselt war und damit zunächst eine Begeisterungswelle ausgelöst hatte, demonstrativ auf die Benennung eines Kompetenzteams. Während des Wahlkampfes zur Bundestagswahl 2021 stellte Armin Laschet ein „Zukunftsteam“ vor.

## Sonstiges

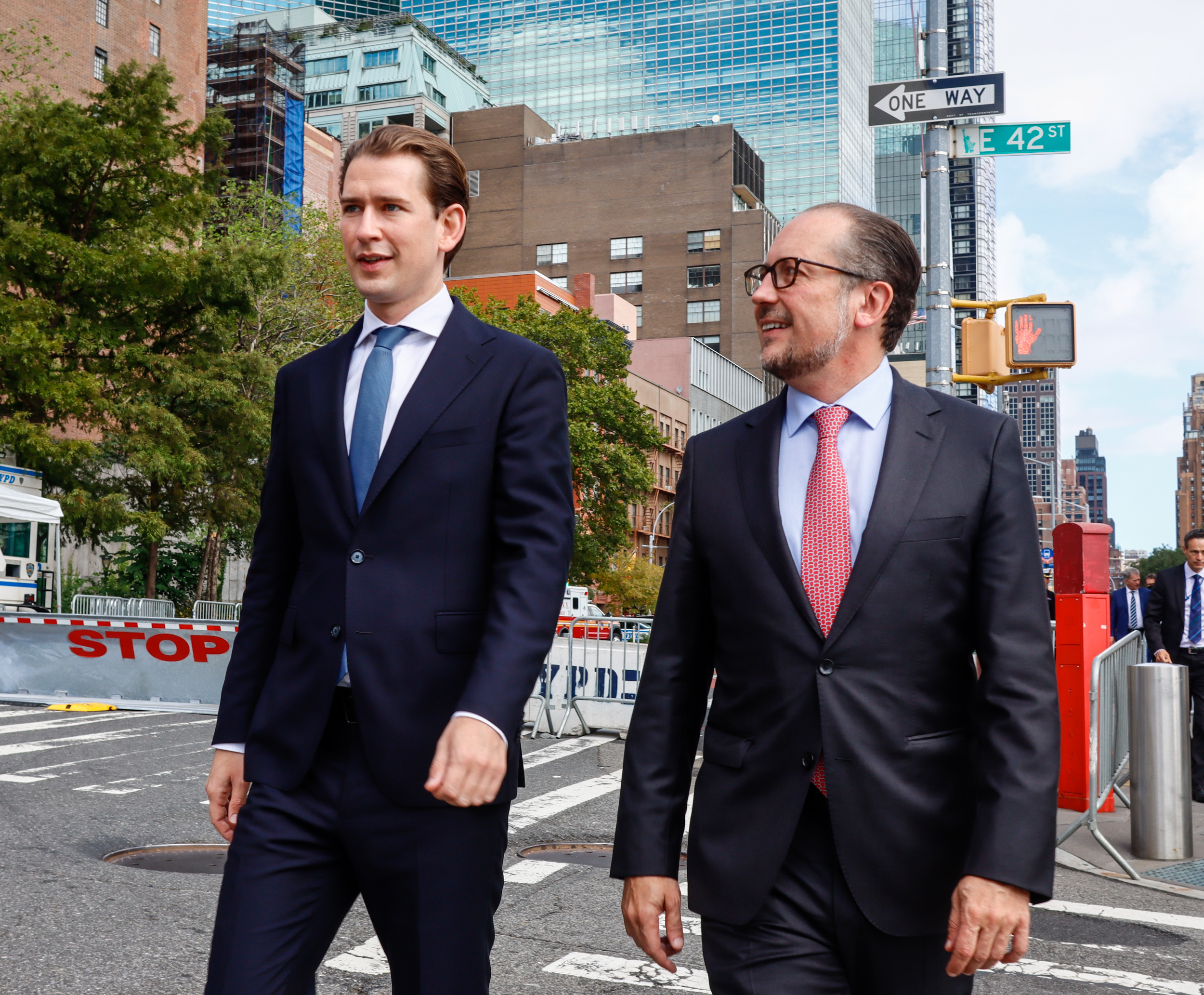
Sebastian Kurz (links) und Alexander Schallenberg im September 2021.

Über die Politik hinaus hat sich der Begriff im weiteren Sinn für Gruppierungen eingebürgert, die bestimmte Führungsfunktionen gemeinsam übernehmen wollen, z. B. beim Versuch von Stefan Effenberg, die Führung bei Borussia Mönchengladbach zu übernehmen oder in Bezug auf Fernsehmoderatoren, die für größere Aufgaben im Gespräch sind.
Der Ausdruck Schattenkanzler wurde zum Österreichischen Wort des Jahres 2021 gewählt. Dies bezog sich auf Sebastian Kurz, der zwar im Oktober des Jahres als Bundeskanzler zurückgetreten war, von dem aber angenommen wurde, dass weiterhin er und nicht sein Nachfolger Alexander Schallenberg die Politik der Regierung bestimme.

## Belege
1. ↑  
Marco Seng: Grüne verdrängen SPD-Schattenminister. Mindestens drei Kandidaten ziehen nicht ins Kabinett ein – Wenzel Vize-Ministerpräsident? Neue Osnabrücker Zeitung, 23. Januar 2013, abgerufen am 17. November 2016.
2. ↑  https://www.polyas.de/wahllexikon/schattenkabinett
3. ↑  Begriffserklärung auf der Website der Gesellschaft für Deutsche Sprache, abgerufen am 26. Juni 2016
4. ↑  Thomas Krumm, Thomas Noetzel: Das Regierungssystem Großbritanniens - Eine Einführung, Oldenbourg Verlag, 2006, ISBN 978-3-486-58062-4, S. 194 Online
5. ↑  Spiegel 32/1964, abgerufen am 15. Februar 2013
6. ↑  Begriffserklärung auf der Website der Gesellschaft für Deutsche Sprache, abgerufen am 27. Juni 2016
7. ↑  Die Welt vom 3. November 2012: Frauenquote für Steinbrücks Schattenkabinett gefordert
8. ↑  Thüringer Allgemeine: Thüringer Minister ist im Schattenkabinett des SPD-Chefs, abgerufen am 15. Februar 2013
9. ↑  Kompetenz-Team 2002 - Das Schattenkabinett Stoibers im Kurzportrait (Memento vom 21. September 2013 im Internet Archive) auf sisol.de
10. ↑  Gutes von gestern: Helmut Linssen ist zurück
11. ↑  Fischer wird Teil eines Spitzenteams der Grünen
12. ↑  Angela Merkel stellt ihr Kompetenzteam vor und endlich spielen einmal alle die Rolle, die sie ihnen zugewiesen hat - auch Edmund Stoiber
13. ↑  SPD-Kompetenzteam: Steinmeier zieht ohne Stars in den Wahlkampf
14. ↑  — (Memento vom 19. Juni 2013 im Webarchiv archive.today)
15. ↑  Wer sitzt in einem Schattenkabinett? (Memento vom 4. März 2011 im Internet Archive)
16. ↑  Wahlkampf ohne Porträtfotos – SPD verzichtet auf Schattenkabinett auf n-tv.de, 2. Juni 2017, abgerufen am 22. April 2019.
17. ↑  Focus vom 3. Mai 2011: Effenbergs Schattenkabinett nimmt Formen an
18. ↑  Tagesspiegel vom 26. Januar 2013: Schattenkabinett des deutschen Fernsehens: Die Welt als Pose
19. ↑  "Schattenkanzler" ist das österreichische Wort des Jahres. In: Salzburger Nachrichten/APA. 2. Dezember 2021, abgerufen am 2. Dezember 2021.
20. ↑  „Schattenkanzler“ zum Wort des Jahres gekürt. In: ORF.at. 2. Dezember 2021, abgerufen am 2. Dezember 2021.